# 日本の歴史家たちを支持する声明
日本の歴史家たちを支持する声明（英：Open Letter in Support of Historians in Japan）とは、2015年5月5日に在米歴史学者らが慰安婦問題に関して発表した声明。

## 声明
2015年5月5日、エズラ・ヴォーゲル、ブルース・カミングス、入江昭、ジョン・ダワーら187人の在米歴史学者らが「日本の歴史家たちを支持する声明」を発表した。
声明では慰安婦問題が「日本だけでなく、韓国と中国の民族主義的な暴言によっても、あまりにゆがめられてきました。」としつつ、同時に「彼女たちの身に起こったことを否定したり、過小なものとして無視したりすることも、また受け入れることはできません」としている。
元慰安婦の証言については、多種多様で記憶も一貫性を欠いているが、全体として心に訴えるもので、元兵士その他の証言や公的資料によっても裏付けられているとした。
また、慰安婦の正確な人数や募集段階での強制の有無について研究者の見解が一致していないことを認めた上で、「女性が尊厳を奪われた事実を変えることはできない」「大勢の女性が意思に反して拘束され、暴力にさらされたことは、資料と証言が明らかにしている」とした。
4月の安倍晋三首相のアメリカ議会演説については「安倍首相は、人権という普遍的価値、人間の安全保障の重要性、そして他国に与えた苦しみを直視する必要性について話しました。私たちはこうした気持ちを賞賛し、その一つ一つに基づいて大胆に行動することを首相に期待してやみません。」「過去の過ちについて可能な限り全体的で、でき得る限り偏見なき清算」を共に残そうと締めくくった。

## 報道
翌5月6日、韓国の聯合ニュースは学者187人が「安倍晋三首相に対し旧日本軍慰安婦問題とこれに関連した歴史的な事実をねじ曲げることなく、そのまま認めるよう求める声明を共同で発表した」と報じた。さらに、同声明では「被害者の証言を疑問視したり、特定の用語や個別の文書だけを取り上げ法律的な論争を展開したりすれば、本質を逃すことになると指摘」されていると報じた。また安倍首相の米議会演説について『「安倍首相は人権という普遍的な価値と人道的な安全の重要性、そして日本が他国に与えた苦しみに直面する問題について言及したが、これらすべてにおいて思い切った行動を取ることを願う」と促した。』と報じた。
韓国の中央日報も「米国や欧州、豪州」の歴史学者らが韓国聯合ニュースを通じて安倍首相に対し歴史を歪曲するなという声明を発表したと報じた。中央日報の報道では「歴史学者は日本軍が女性たちの移送や慰安所の管理に関与したことを証明する数多くの資料を発掘してきたことを強調し、 また「一部の歴史家が帝国主義の日本軍がどれほど関与したのかなどについて別主張を出しているが、数多くの女性が自身の意思に反して捕えられ、野蛮的行為の犠牲になったという証拠は明らかだ」と声明に書かれていると報道した。
5月7日、毎日新聞も欧米の187人の学者が安倍首相に対し「戦後70年の今年を過去の植民地支配や侵略の過ちを認める機会にするよう求める声明を送付した」と報じたが、声明原文にある「韓国、中国の民族主義的暴言」をも批判していることについては報道されなかった。同日の朝日新聞では「慰安婦問題が日本だけでなく韓国、中国の「民族主義的暴言」でゆがめられたとする半面、「大勢の女性が自己の意思に反して拘束され、恐ろしい暴力にさらされたこと」は資料と証言で明らかだと指摘している」と報じられた。
同年10月17日の産経新聞は「“反日”女性米学者の『歴史』声明は政治活動　朴槿恵政権に助言も　韓国では『平和賞』受賞」と題した報道で、コネティカット大学のアレクシス・ダデン教授が戦前の抗日活動家の韓龍雲を記念し韓国で作られた「平和大賞」を同年7月に受賞したことを伝えている。

## 韓国の報道への批判
同5月7日、東洋経済は論説で韓国メディアの報道を歪曲として以下のように批判した。
- 声明では安倍首相の演説内容が賞賛されており、批判しているわけではない。
- 聯合ニュースは「学者187人が安倍首相に対し旧日本軍慰安婦問題とこれに関連した歴史的な事実をねじ曲げることなく、そのまま認めるよう求める声明を共同で発表した」と報道しているがその内容は原文にない。
- 聯合ニュースは「慰安婦にされた女性らの苦しみを被害国で民族主義的な目的に悪用することは国際的な問題解決を難しくし、被害女性の尊厳を冒涜することだ」と声明に記されていると報じたが、原文には「元慰安婦の被害者としての苦しみがその国の民族主義的な目的のために利用されるとすれば、それは問題の国際的な解決をより難しくするのみならず、被害者自身の尊厳をさらに侮辱することにもなる」と書かれており、これは韓国を指し、同声明では「この問題は、日本だけでなく、韓国と中国の民族主義的な暴言によっても、あまりにゆがめられてきました」と明記されている。しかし、聯合ニュースはこれを報じていない[7]。
- 聯合ニュースは「むごい野蛮行為のいけにえ」など原文にない文言を勝手に付け加えて紹介している[8]。
- 聯合ニュースは「声明発表を主導した」米コネティカット大のアレクシス・ダデン（Alexis Dudden）教授が「安倍政権がかつての河野談話の時のように過去の過ちに対する責任を認め、歴史歪曲や政争に用いることをやめるよう訴えかけるもの」コメントしたと報じたが、声明作成に関わった早稲田大学教授浅野豊美は、声明の中心になったのはダデン教授ではなく、ジョージタウン大学ジョルダン・サンド教授であり、またダデン教授のコメントは個人的見解であって研究者の総意とは違うとしたうえで、「声明は韓国の民族主義的言辞をも戒めながら、安倍首相の良心に誠実に訴え、平和や人権・民主主義という価値を追求してきた日本がこの問題の解決を主導すべきであり、また今年は絶好の機会と訴えている」と指摘している[7]。